# Oyem
Oyem là tỉnh lỵ tỉnh Woleu-Ntem, miền bắc Gabon. Vào năm 2013, dân số thành phố là 60.685 người.

## Địa lý
Oyem nằm trên một cao nguyên, cách thủ đô Libreville 411 km.

## Nhân khẩu
Dưới đây là dân số của Oyem qua các năm:
| Năm  | Dân số |
| ---- | ------ |
| 1993 | 22.404 |
| 2003 | 35.241 |
| 2013 | 60.684 |

## Kinh tế
Ca cao và cà phê là những cây trồng quan trọng nhất ở Oyem, được chở đến Cameroon để xuất khẩu. Các loại nông sản khác bao gồm cao su và khoai tây.

## Giao thông
Thành phố có một sân bay trên tuyến quốc lộ N2.